# Moinho de vento

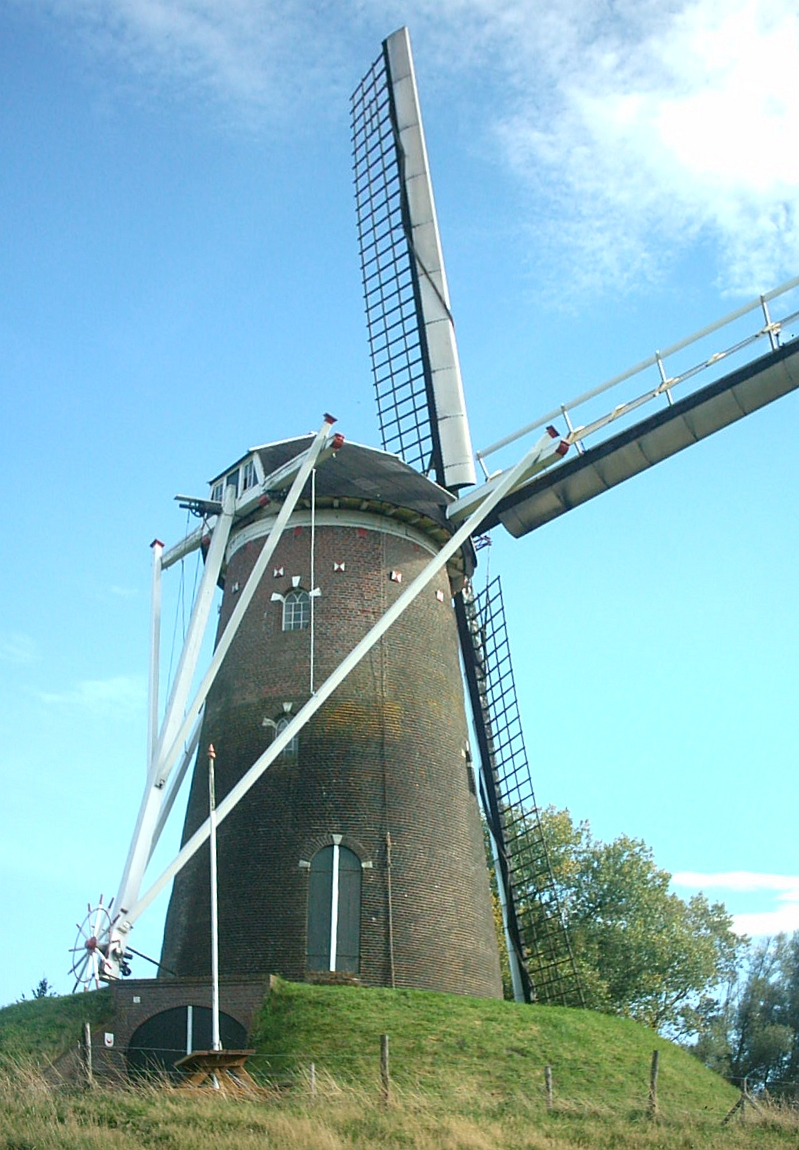
Moinho de vento Prins van Oranje em Bredevoort, nos Países Baixos

Um moinho de vento, em sentido restrito, é um moinho que usa as hélices como elemento de captação e conversão da energia eólica para outro tipo de energia apropriada para movimentar outros mecanismos.
É essa a utilização tradicional da energia do vento em terra. Em sentido lato, chama-se moinho de vento a qualquer motor movido a energia eólica, quer este motor esteja contido num edifício, como nos moinhos neerlandeses, que não são propriamente moinhos e sim bombas de água, quer seja apenas um sistema de pás montado no topo de uma torre, como nas modernas turbinas eólicas, geradoras de eletricidade para movimentar as bombas centrífugas. A partir de 1970, os moinhos de vento nos Países Baixos foram sendo substituídos, no bombeamento de água, por motores elétricos que acionam bombas tipo parafuso de Arquimedes melhor indicadas na transferência de líquidos. 

## História e Tipologias
As primeiras referências conhecidas a moinhos de vento datam do século V. Prevê-se que os aparelhos movidos a vento eram utilizados no Irã para fazer farinha.
No Oriente, este tipo de estrutura mecânica começou por ter aplicação prática para facilitar o trabalho do homem, sendo utilizada para a elevação (ou bombagem) de água. No Ocidente, terá sido inicialmente aplicada pelos Persas à moagem de cereais. Na Europa, o mais antigo moinho de vento conhecido trabalhava na Inglaterra em 1185. 
Crê-se que os primeiros moinhos de vento possuiriam uma tipologia (Tipologia é a ciência que estuda os tipos, diferença), de eixo vertical com velas dispostas em seu redor. Contudo, essa tipologia acabou por ser substituída pela de eixo horizontal que hoje conhecemos. Em Portugal, a sua existência é citada num documento de 1303, contudo é de admitir que a sua introdução tenha sido anterior a esta data.
São sobejamente conhecidos os modelos de moinho de vento utilizados no norte da Europa, caracterizados por estrutura piramidal, de grande dimensão, compostos por uma torre de madeira com quatro pás de madeira no topo. Exemplos deste modelo são os típicos moinhos de vento neerlandês e Inglês.

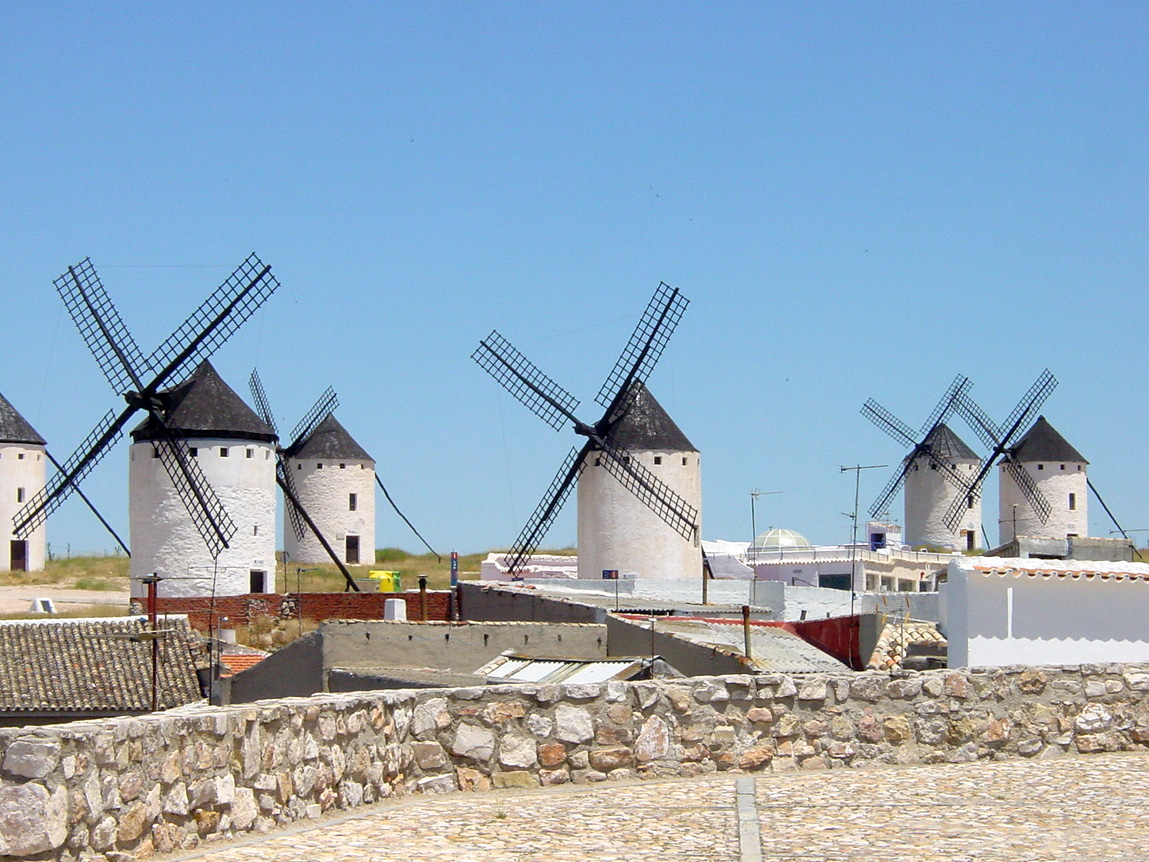
Moinhos de vento na Mancha, na Espanha

O moinho de vento tipo mediterrânico, grupo ao qual pertence a maioria dos moinhos de vento portugueses, tomou uma forma particular, distinta da do norte da Europa. De menor dimensão, são, geralmente, compostos por uma estrutura cilíndrica construída em pedra, com cúpula cónica de madeira (denominada capelo) e um número variável de velas de pano cuja origem se pode associar ao velame das embarcações.
Em muitos dos moinhos de vento do norte da Europa, as pás são orientadas para o vento por rotação de toda a torre, ao passo que nos moinhos de vento de tipo mediterrânico apenas o capelo sofre este movimento permanecendo a restante estrutura fixa.
Com a revolução Industrial e a banalização de outras formas de produção de energia cinética mais eficientes (da qual é exemplo o motor elétrico), este tipo de tecnologia caiu em desuso, tendo muitos dos moinhos sido demolidos, conservados como atração turística e até mesmo transformados em residências pessoais.

## Estrutura e engenho

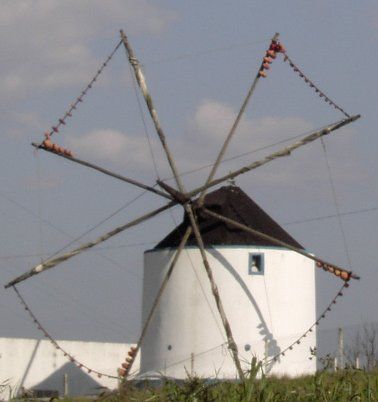
Moinho de vento de tipo mediterrânico em Portugal

O moinho de tipo mediterrânico é composto por um corpo de pedra com quatro a seis metros de altura e sensivelmente o mesmo diâmetro e cuja forma, embora se assemelhe a um cilindro, é, na verdade, um tronco de cone. Em torno do topo deste corpo central, existe uma calha, denominada frechal, sobre a qual assenta uma cúpula móvel, de forma cónica e à qual se dá o nome de capelo. Tipicamente, no vértice do capelo, é montado um cata-vento, cujo eixo se prolonga na vertical para o interior do moinho, fazendo rodar um dispositivo indicador que permite ao moleiro (operador do moinho) determinar a direcção do vento sem dele sair.
Construído em madeira, em alvenaria ou em palha de centeio, o capelo é atravessado na diagonal por um mastro, eixo ou pião de madeira, que se estende por cerca de cinco metros para o seu exterior. Nesse prolongamento exterior, encontram-se fixadas em forma de cruz as varas ou braços, onde se fixam as velas de pano com formato triangular. Dois dos vértices das velas estão fixos a uma vara, o que permite que estas sejam enroladas na respectiva vara quando o moinho de vento se encontra imobilizado, ou então estendidas sendo o terceiro vértice atado à vara que sucede aquela onde a vela está fixa. Esta situa-se mais atrás e dá uma inclinação à vela a qual permite que ao ser atuada pelo vento faça imprimir ao moinho um movimento de rotação. Estas varas de auxílio à armação e esticagem das velas, são denominadas vergas e estão colocadas de forma a dividirem a meio o ângulo formado pelas varas.

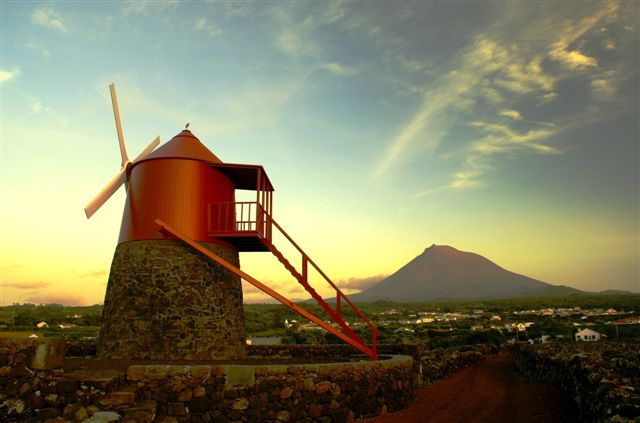
Moinho de vento tradicional da ilha do Pico, nos Açores

Dado que assenta sobre o frechal o capelo possui mobilidade rotacional, possibilitando ao moleiro orientar as velas na direcção do vento. A rotação do capelo é feita utilizando um dispositivo existente no seu interior ao qual se dá o nome de sarilho. Este dispositivo, que se assemelha ao cabrestante de um navio, é composto por um eixo horizontal e em torno do qual se enrola mecanicamente uma corda, com o auxílio de duas manivelas colocadas em posição oposta em cada uma das extremidades. Uma das pontas da corda está fixa no eixo do sarilho e na outra existe um gancho que se prende a uma de várias argolas fixadas perto do topo do corpo do moinho. Enrolando o sarilho, a corda estica e obriga o capelo a rodar sobre si mesmo, para a direcção conveniente.
A imobilização do moinho era feita rodando o capelo para uma posição em que o vento não propulsionasse as velas, fazendo com que o mastro perdesse velocidade. Quando imobilizado, as velas eram enroladas nas varas e estas últimas presas a algum de diversos marcos dispostos em torno do moinho através de uma corda denominada cabresta.
Fixada no mastro existe uma grande roda dentada, normalmente com os dentes dispostos na lateral, denominada entrosa. Ao centro do moinho existe um eixo vertical, no topo deste eixo existe um carreto no qual engrenam os dentes da entrosa, de tal forma que fazem rodar o carreto independentemente da posição do capelo. Deste modo, a energia cinética de rotação gerada no mastro devido à propulsão dada pelo vento ao ser captado pelas velas, é transmitida pelo eixo central até à base do moinho onde faz rodar as mos que moem o cereal sendo assim a energia eólica aproveitada. A sua função não é relatada. Todas estas estruturas e engrenagens móveis descritas eram talhadas em madeira rija (tipicamente carvalho, sobreiro ou azinheiro), por artífices especializados nesse tipo de trabalho, a quem se dava o nome de engenheiros (ou seja, os homens que fabricavam os engenhos).

## Aplicações dos moinhos

### Moagem de Cereais

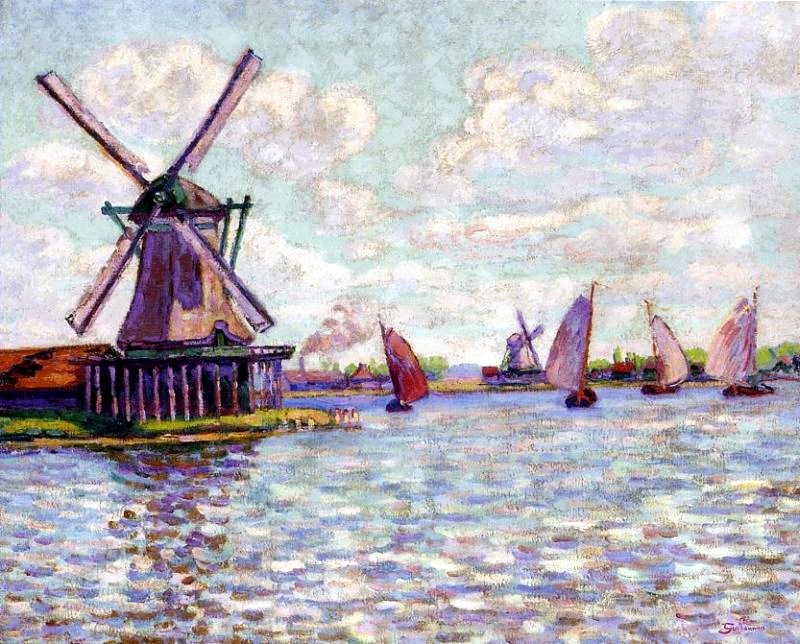
Moulins en Hollande (Moinho em Holland), de Armand Guillaumin (1904)

Os moinhos de vento podem ser aplicados à moagem de cereais. Neste caso, a energia que chega à base do moinho através do seu eixo central é utilizada para fazer rodar uma mó. Uma mó é uma pedra maciça, esculpida em forma de anel cilíndrico achatado, de faces sulcadas e a cujo centro vazio se chama olho da mó. Numa instalação para moagem existem duas mós, sendo uma delas estática, denominada poiso e assente no chão do moinho, sobre a qual se coloca uma segunda mó com uma folga ligeira de modo a que não impeça o movimento de rotação, denominada corredor, com raio idêntico ao do poiso mas com altura inferior (em moinhos de vento da região do Ribatejo um poiso pesava tipicamente 1 200 kg, enquanto um corredor pesava 800 kg). 
O corredor está suspenso no eixo vertical, sendo fixa a este através de um suporte metálico regulável em altura de nome "segurelha". A necessidade de regular a altura do corredor deve-se ao facto ao desgaste em altura das faces, a que ambas as mós estão sujeitas com o desenrolar da atividade de moagem, por efeito da fricção. Quando os sulcos das mós desaparecem, cabe ao moleiro criar novos sulcos para que a moagem do cereal seja possível, ato ao qual se chama o "picar da mó" e que é realizado com o auxílio de ferramentas cuja forma e função se assemelham à de uma picareta, daí o seu nome "picão" ou "picadeira".
A moagem do cereal é feita depositando-o em grão na folga existente entre o poiso e o corredor. A rotação do corredor fricciona os grãos contra o poiso, esmagando-os repetidamente até que, lentamente, se transformam em farinha, sendo este o nome atribuído ao pó a que se reduzem os cereais moídos . O cereal em grão é depositado numa caixa com fundo em cone ou pirâmide invertida, denominada tegão, à qual se liga uma calha ou quelha que conduz o grão para o olho do moinho e o deposita na folga entre o poiso e o corredor. A energia centrífuga provocada pela rotação do corredor faz com que o grão (e o produto da sua moagem) se desloque desde o olho até a circunferência da mó, onde é recolhido já em farinha.

### Elevação de água

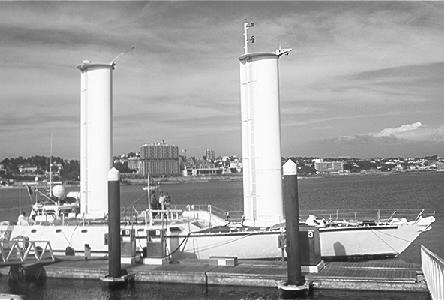
O navio a turbovela Alcyone na foto, na Marina de Cascais, foi especialmente projetado para receber a tecnologia Turbovoile de Cousteau: uma turbina de voluta vertical com rotores internos

Os moinhos de vento podem ser aplicados à elevação ou bombagem (bombeamento) de água. Neste caso, a energia que chega à base do moinho através do seu eixo central é utilizada para fazer rodar um parafuso de Arquimedes. Uma engrenagem colocada no eixo central é ligada a um parafuso colocado no interior de um tubo cilíndrico ou semicilíndrico oco, posicionado num plano inclinado na diagonal com a extremidade mais baixa colocada abaixo da linha de água. Eles foram muito utilizados nos Países Baixos com esta finalidade para drenagem dos pôlderes (terras baixas). Atualmente, a maior parte das bombas tipo parafuso são acionadas por energia elétrica em vez da energia eólica. 

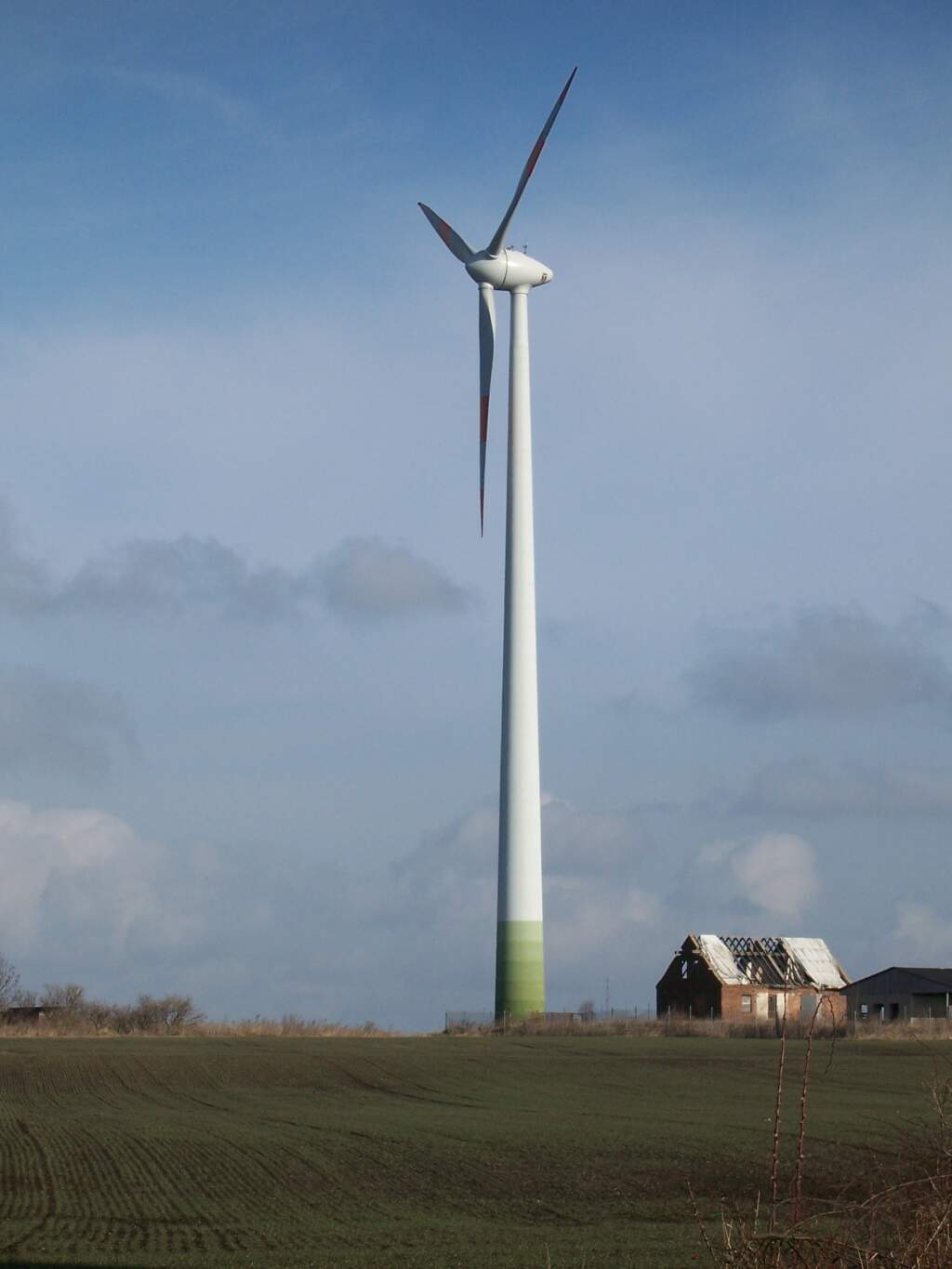
Geradores eólicos em Egeln, na Alemanha

A rotação e disposição do parafuso fazem com que o movimento de rotação arraste um volume de água ao longo do tubo até ao topo, onde é captada na extremidade mais elevada.

### Produção de Energia Elétrica

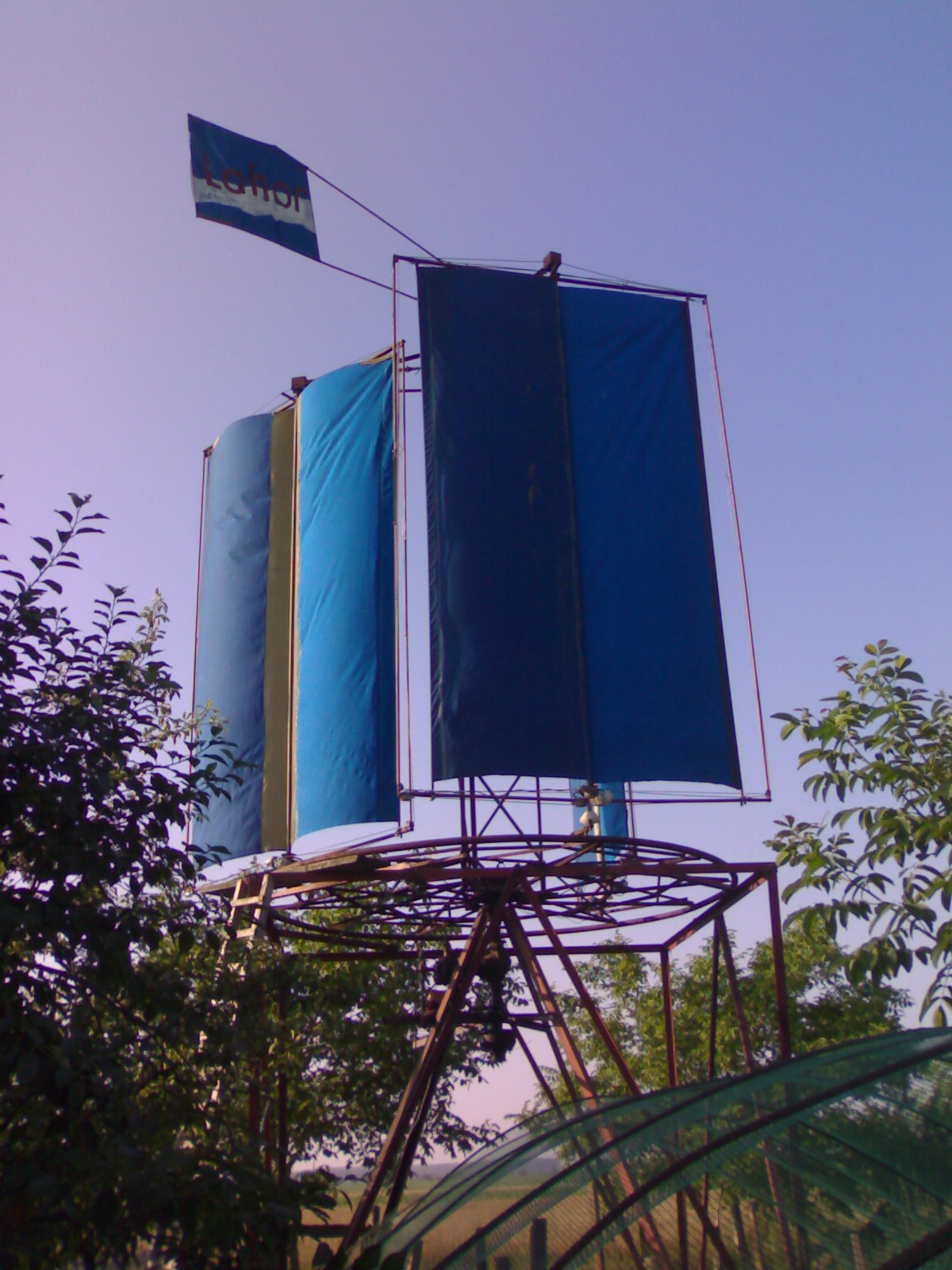
Moinho com velas

Os moinhos de vento podem ser aplicados à geração ou produção de energia elétrica. Neste caso, a estrutura é apenas composta por uma armação metálica ou haste oca, no topo do qual se encontra uma turbina. As pás são de grande dimensão, atingindo, em aparelhos modernos, entre quarenta e sessenta metros de comprimento e rodam lentamente. O equivalente ao mastro do moinho de vento até aqui descrito encontra-se diretamente ligado a um elemento gerador (em geral um alternador ou dínamo) capaz de converter a energia cinética de rotação em energia elétrica que é ajustada ou retificada e depois canalizada para a rede comum de fornecimento de energia elétrica.

## Modelos futuros
Moinhos de vento de voluta vertical podem funcionar com as turbinas embutidas, interferindo menos com a paisagem além de eliminar os riscos as colisões tão frequentes das turbinas com as aves.